# Santiago, Nuevo León
Santiago är en kommunhuvudort i Mexiko.   Den ligger i kommunen Santiago och delstaten Nuevo León, i den centrala delen av landet, 700 km norr om huvudstaden Mexico City. Santiago ligger 490 meter över havet och antalet invånare är 35 968.
Terrängen runt Santiago är varierad. Runt Santiago är det ganska glesbefolkat, med 48 invånare per kvadratkilometer. Santiago är det största samhället i trakten. I omgivningarna runt Santiago växer huvudsakligen savannskog.